# 簡体字
簡体字（かんたいじ、简体字、拼音: jiǎntǐzì）は、1950年代に中華人民共和国で制定された、従来の漢字を簡略化した（略字）字体体系である。簡体字という呼称は通称・俗称であり、正式には簡化字（かんかじ、简化字、拼音: jiǎnhuàzì）または規範字（きはんじ、规范字、拼音: guīfànzì）と言う。
中国大陸のほか、シンガポールやマレーシアなどでも採用されている。

## 概要
複雑な漢字の簡略化に際して、楷書化した草書の要素を多く取り入れ、また画数の少ない部品に置き換える手法も多く使っている。現在の『簡化字総表』は偏旁に使用できない簡体字350字（第1表）、偏旁に使用できる簡体字132字と簡化偏旁14個（第2表、下記参照）、第2表を適用した簡体字1753字（第3表）からなっている。総数は2235字になる。これらの漢字は『簡化字総表』にまとめられている。

## 歴史

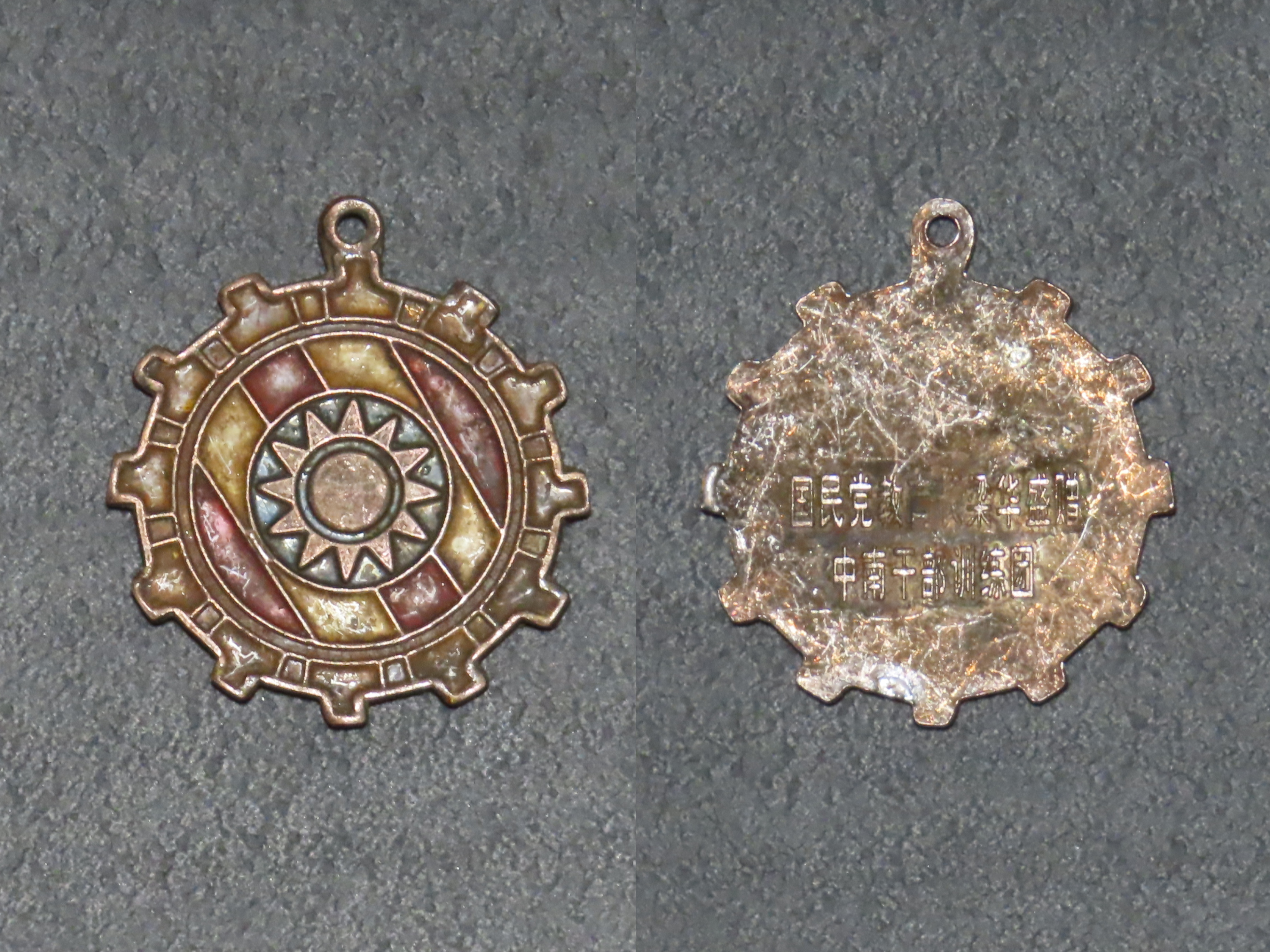
国民党教育長梁華盛贈の、抗日戦争期のものと思われる勲章。裏面の刻印に簡体字が使用されており、国民党（国民政府）でも公の場で簡体字が用いられていたことが分かる。

清末の1909年、陸費逵が『教育雑誌』創刊号に「普通教育当採用俗体字（普通教育に俗字を採用すべきだ）」という論文を発表したことが簡化運動の始まりとされる。五四運動時代の1920年、銭玄同は『新青年』に「減省漢字筆画的提議（漢字の筆画を減少させる提案）」を発表し、1922年には陸費逵らと連名で国語統一籌備会に常用の漢字すべての筆画を減少させる提案をしている。1934年にも国語統一籌備会に簡略された字体の収集を提案し、翌1935年には2400字余りの『簡体字譜』の草案が編まれた。一方で、国民政府教育部でも324字の「第一批簡体字表」を公布したが、1936年に「不必推行（普及の必要なし）」との命令が出て実施されることはなかった。その後、簡略字体の収集が盛んになり1937年には字体研究会が1700字の「簡体字表第一表」を発表している。
1949年10月に中華人民共和国が建国され、1951年に毛沢東が文字改革を指示した。その後の1952年、簡略字体の議論を受けて、漢字研究の機関として「中国文字改革研究委員会」が設立された。1954年に憲法が制定され、政務院が改組されるなど新体制への変化の中で、中国文字研究改革委員会も中国文字改革委員会に改名し、1955年に『漢字簡化方案草案』を発表した。翌年の1956年1月、この草案を基に『漢字簡化方案』（汉字简化方案）が国務院から公布され、514字の簡体字と54の簡略化された偏や旁が採用された。数年の使用実験を経て、簡化字は1959年までの4度改訂公布され、1964年5月に『簡化字総表』にまとめられた。1965年1月『印刷通用漢字字形表』が公布され、計6196字の字形や筆画、筆順などについて、具体的な規定を制定した。
1977年、中国文字改革委員会は新たに『第二次漢字簡化方案草案』を発表し、さらなる漢字の簡略化を目指した。しかしこの試みは文化大革命直後ということもあって、あまりにも拙速なもので、字体が簡略化され過ぎて「読みにくい」「見苦しい」と猛烈に批判され、社会に混乱を催した。その結果8年間の試行で廃止された。これらの簡化字は俗に二簡字と呼ばれる。この後、若干の漢字の取り扱いに変更があったものの、新たに大規模な文字改革は行われておらず、公式に定められた規範としての簡体字は安定期に入っていると言える。
1986年10月『簡化字総表』の修正再発表、2235字（第1表：偏旁として使わない簡化字350字、第2表：偏旁として使ってよい簡化字132字と簡化偏旁14種、第3表：簡化偏旁から類推して簡略化した漢字1753字）。
1987年3月「地名での文字使用に関する若干の規定」を公布。1987年4月「放送･映画･テレビで言語と文字を正確に使うことに関する若干の規定」
1988年1月『現代漢語常用字表』を発表。常用字2500字、次常用字1000字。3月『現代漢語通用字表』を発表。「印刷通用漢字字形表」を時代に適応させたもの。同字形表から50字を削り、854字を増加。計7000字。
2000年10月中華人民共和国国家通用語言文字法を制定し、規範漢字（簡体字）の法的地位を確認した。
2013年6月『通用規範漢字表』（8105字、一級字：一般教育に必要とされる3500字、二級字：出版などのために必要とされる3000字、三級字：人名・地名・科学技術・文語文などに必要とされる1605字）を制定・実施、従来の5漢字表に取って代わる。

## 東南アジアでの受容
華人が多いシンガポールでは、1968年に簡化漢字委員会を設置し漢字の簡略化の検討を始め、翌1969年に教育省が502字を収録した『簡体字表』を発表した。この表により、シンガポールは中国大陸とは異なる独自の簡略化を進めた。その後1974年に中国大陸の簡体字を取り入れ、シンガポール特有の簡体字との併用が行われた。1976年に発表された『簡体字総表』で、シンガポールの簡体字は中国大陸のものと基本的に一致するようになった。マレーシアでは1981年に『簡化漢字総表』を発表し、中国大陸と同じ簡体字が実施されている。

## 現況

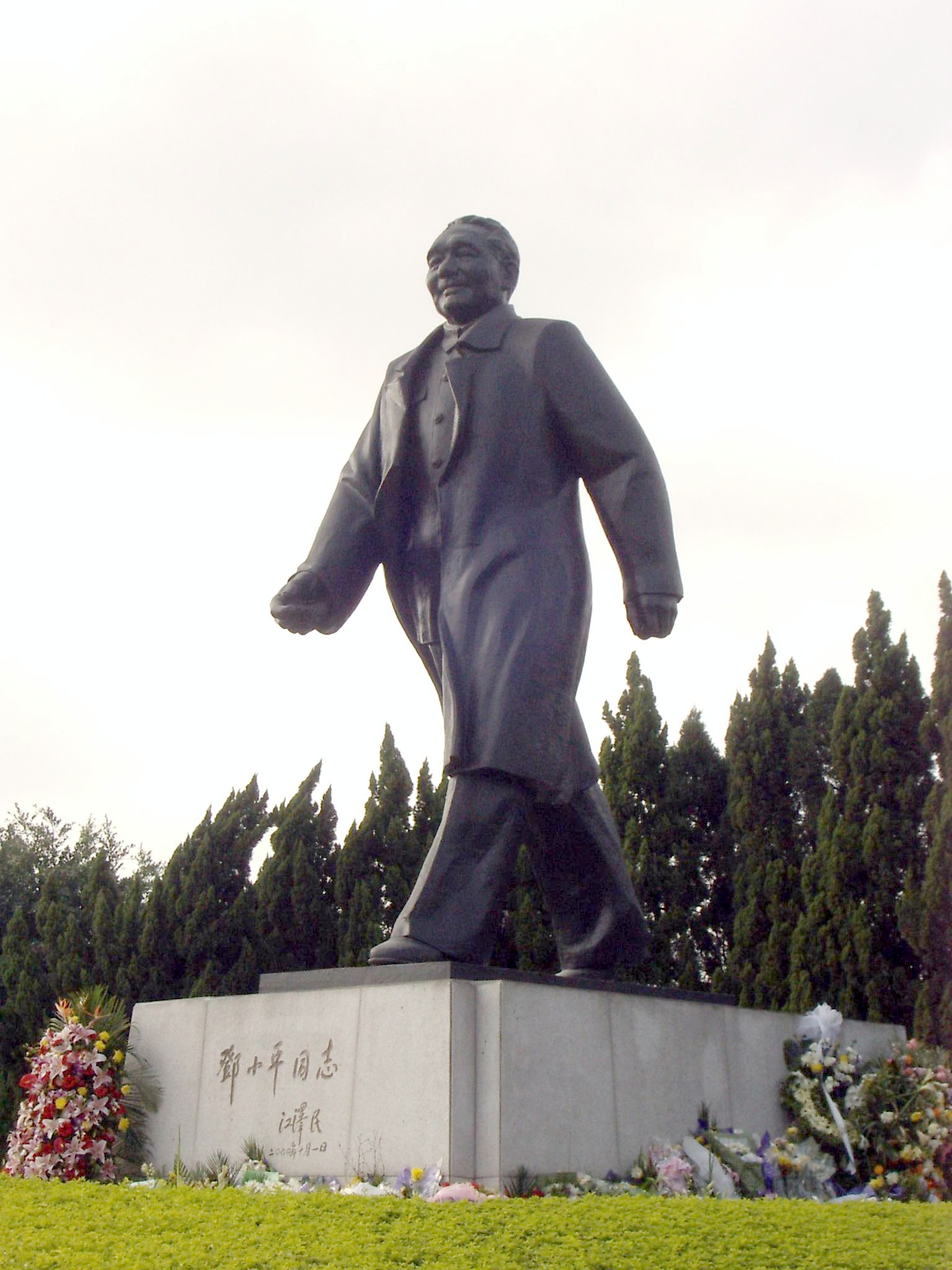
台の江沢民の揮毫は繁体字で書いていた。

簡体字がほとんど見られない台湾と対照的に、中国大陸では規範的な簡体字とともに繁体字との混用が見られることも少なくない。2000年に成立した「語言文字法」では、文物古跡、書道・篆刻などの芸術作品、揮毫題辞・看板の手書き文字、出版・教育・研究上必要な場合に限り繁体字の使用を認めている。
一方、台湾、中国内のマカオや香港、北米の華僑社会などは繁体字を使い続けており、簡体字があまり読めないという人々も少なくない。台湾で行われた電話世論調査によると、45%が簡体字を完全に読めない、41%が少し読めると答え、完全に読めると答えたのは残りの14%にとどまった。こういった事情と政治的・社会的要因によりしばしば同じ本について、中国向けに「簡体字版」、台湾・香港・マカオ向けに「繁体字版」の2種類が出版されることがある。
2007年11月に中国の北京で開かれた第8回国際漢字会議では、簡体字を維持しながらも5000 - 6000字の字体を繁体字中心に統一した「標準字」を定めていくことで中国・台湾・日本・韓国などの学者が合意したと報じられた。ただし、中華人民共和国教育部（教育省）は「そのような事実はない」と否定しているとも報道された。

## 用語について
本来は「簡体字」とはもとの字より画数を減らすなどして簡単にした字体、つまり日本語で言う「略字」に相当する語であり、例えば「泽」と「沢」はいずれも「澤」の簡体字である。しかし現在の日本では、中国で使われている字のうち日本とは違う字体の文字を総称して、「簡体字」と呼ぶことが広まっている。
例えば、日本では以下の字（括弧内は日本で使用されている字体）を全てまとめて「簡体字」と呼ぶことが多いが、
- 【广（廣，広）】【乐（樂，楽）】は「簡化字総表」に含まれる簡化字である。
- 【决（決）】【异（異）】は「簡化字総表」に含まれないので簡化字ではない。ただし、「第一批異体字整理表」において選ばれた字体なので選用字と呼ばれる。【异（異）】に関しては「簡化字総表」の附録の項にも注釈がある。
- 【换（換）】【骨（骨）】は「簡化字総表」と「第一批異体字整理表」のどちらにも含まれないので簡化字でもなく選用字でもない。ただし、特に印刷業関係者の間では康煕字典体の【換】【骨】と対比して新字形と呼ばれる。

簡化字は全て簡体字に含まれるが、選用字と新字形はもとの字と比べ画数の減っていない字も含むため全てが簡体字とは言い難い。
以下の字（括弧内は旧字体あるいは繁体字）は日本で「簡体字」と呼ばれることが少ないが、れっきとした簡体字である。
- 【几（幾）】【斗（鬬、鬪、闘）】は同音の別字を借りたいわゆる「代用字」であるが、代用字も簡体字の一種である。
- 【図（圖）】【伝（傳）】は簡化字として採用されなかったが、新字体に採用された簡体字。
- 【体（體）】【国（國）】は簡化字と新字体の両方に採用された簡体字。
- 【耺（職）】【囗（國）】は簡化字にも新字体にも採用されなかった簡体字。

## 簡化の方法

漢字の簡略化手法を示すオイラー図。

簡体字の簡略化方法にはいくつか種類がある。『第二次漢字簡化方案』第二表における分類を参考にすると、以下のようなものが存在する。
- 参考までに、日本の新字体が簡体字・繁体字のいずれとも画数・字体の一部に於いて異なる場合【 】内に記する。

同音代替字：同音のより簡単な字を借りる。
例：丑（醜）、干（乾、幹）、谷（穀）、后（後）、斗（鬥・鬭）【鬪・闘】

形声字：一部分を同音または音の近い字に替える。
例：毙（斃）、肤（膚）、胜（勝）、优（優）、钟（鐘、鍾）
特徴字：一部分のみを残して他を省略する。
例：虫（蟲）、飞（飛）、广（廣）【広】、丽（麗）、务（務）
輪廓字：おおまかな形はそのままに、一部分を省略する。
例：夺（奪）、粪（糞）、妇（婦）、盘（盤）、寻（尋）
草書楷化字：草書体・行書体を楷書化する。
例：长（長）、车（車）、乐（樂）【楽】、书（書）、专（專）【専】
会意字：意味から新たな会意文字をつくる。
例：队（隊）、体（體）、阳（陽）、阴（陰）、灶（竈）
符号化字：複雑な部分を「ヌ」や「ム」等の画数の少ない部品に替える。
例：币（幣）、搀（攙）、动（動）、风（風）、艰（艱）
この他、上記の複合や特殊なもの。
例：帮（幫）（形声＋輪廓）、尘（塵）（草書＋特徴）、惊（驚）（形声＋会意）
日本における簡略化漢字である現行の新字体とは全く別に実施されたが、結果的に、簡略化された一部の字は日本の新字体や日本で俗に行われる略字と同一のものもある。その一方で、下表のとおり簡体字が日本の別の漢字と衝突することもある。たとえば、「机」は日本では「つくえ」だが、中国では「機」の簡体字である。「叶」という字は日本語では「かな-う」と読むが、「葉」の簡体字であるため、日本語では一般に「葉」と書き改める。簡体字で「叶」 (yè) と表記する姓があるが、繁体字では「葉」となる。日本にも「叶」（かなえ、かのう）姓は存在しているが、別姓である。
| 簡体字 | 繁体字 |
| ------ | ------ |
| 几     | 幾     |
| 叶     | 葉     |
| 机     | 機     |
| 后     | 後     |
| 里     | 裏     |
| 制     | 製     |
| 征     | 徵     |
| 面     | 麺     |
| 郁     | 鬱     |
| 筑     | 築     |
| 着     | 著     |

このように、簡体字が繁体字や日本の新字体と混同されるケースは少なくない。簡体字で書かれた中国の固有名詞を日本語の文章で使用する際には日本の「新字体」に書き直すのが通例であり、日本の報道各社の用字用語集には簡体字と日本漢字の対照表を掲載しているものがある。

## 繁体字や新字体との差異
日本の新字体と比べると、中国の簡体字はほぼ漢字の感覚で書くことが無くなり、記号化させる傾向が強い。
| 繁体字 | 繁体字 | 簡体字 | 新字体 | 解説                                       |
|        | 新字形 | 新字形 | 新字体 | 解説                                       |
| ------ | ------ | ------ | ------ | ------------------------------------------ |
| 對     | 對     | 对     | 対     | 記号化の僅かな差                           |
| 寫     | 寫     | 写     | 写     | 記号化の僅かな差                           |
| 處     | 處     | 处     | 処     | 記号化の僅かな差                           |
| 圓     | 圓     | 圆     | 円     | 簡：部分の簡化、新字体：記号化             |
| 澤     | 澤     | 泽     | 沢     | 簡：簡化（草書より）、新字体：複雑部の置換 |
| 廣     | 廣     | 广     | 広     | 簡：記号化と削除、新字体：減画             |
| 過     | 過     | 过     | 過     | 簡：記号化、新字体：減画+筆画交換          |
| 龜     | 龜     | 龟     | 亀     | 簡：記号化、新字体：残存部（日）の数       |

## 異体字の整理
1955年、中国文字改革委員会は「簡化方案」に先立ち「第一批異体字整理表」を公布して異体字の整理を行っている。そこでは810組1865個の漢字を扱った。例えば「并・並・併・竝」を「并」とし、「屍・尸」を「尸」とした。

## 簡繁対照表

### 簡化偏旁14種
（一部の環境において偏旁単独で表示できない可能性のあるものは、画像を併記した）
| 簡化字 | 繁体字 | 簡化字 | 繁体字 |
| ------ | ------ | ------ | ------ |
| 讠     | 訁     | 只     | 戠     |
| 饣     | 飠     | 钅     | 釒     |
| 𠃓（） | 昜     | 𰃮（） | 𦥯（） |
| 纟     | 糹     | 𠬤（） | 睪     |
| 𰀡（） | 臤     | 𢀖（） | 巠     |
| 𫇦（） | 𤇾（） | 𰁜（） | 䜌     |
| 𰀢（） | 𰯲（） | 呙     | 咼     |

### 偏旁に使うことができる簡化字132字
| A            |              | 风〔風〕     |          | 卢〔盧〕 |  | 属〔屬〕 |
| 爱〔愛〕     | G            | 虏〔虜〕     | 双〔雙〕 |          |  |          |
| B            | 冈〔岡〕     | 卤〔鹵、滷〕 | 肃〔肅〕 |          |  |          |
| 罢〔罷〕     | 广〔廣〕     | 录〔録〕     | 岁〔歲〕 |          |  |          |
| 备〔備〕     | 归〔歸〕     | 虑〔慮〕     | 孙〔孫〕 |          |  |          |
| 贝〔貝〕     | 龟〔龜〕     | 仑〔侖〕     | T        |          |  |          |
| 笔〔筆〕     | 国〔國〕     | 罗〔羅〕     | 条〔條〕 |          |  |          |
| 毕〔畢〕     | 过〔過〕     | M            | W        |          |  |          |
| 边〔邊〕     | H            | 马〔馬〕     | 万〔萬〕 |          |  |          |
| 宾〔賓〕     | 华〔華〕     | 买〔買〕     | 为〔為〕 |          |  |          |
| C            | 画〔畫〕     | 卖〔賣〕     | 韦〔韋〕 |          |  |          |
| 参〔參〕     | 汇〔匯、彙〕 | 麦〔麥〕     | 乌〔烏〕 |          |  |          |
| 仓〔倉〕     | 会〔會〕     | 门〔門〕     | 无〔無〕 |          |  |          |
| 产〔產〕     | J            | 黾〔黽〕     | X        |          |  |          |
| 长〔長〕     | 几〔幾〕     | N            | 献〔獻〕 |          |  |          |
| 尝〔嘗〕     | 夹〔夾〕     | 难〔難〕     | 乡〔鄉〕 |          |  |          |
| 车〔車〕     | 戋〔戔〕     | 鸟〔鳥〕     | 写〔寫〕 |          |  |          |
| 齿〔齒〕     | 监〔監〕     | 聂〔聶〕     | 寻〔尋〕 |          |  |          |
| 虫〔蟲〕     | 见〔見〕     | 宁〔寧〕     | Y        |          |  |          |
| 刍〔芻〕     | 荐〔薦〕     | 农〔農〕     | 亚〔亞〕 |          |  |          |
| 从〔從〕     | 将〔將〕     | Q            | 严〔嚴〕 |          |  |          |
| 窜〔竄〕     | 节〔節〕     | 齐〔齊〕     | 厌〔厭〕 |          |  |          |
| D            | 尽〔盡、儘〕 | 岂〔豈〕     | 尧〔堯〕 |          |  |          |
| 达〔達〕     | 进〔進〕     | 气〔氣〕     | 业〔業〕 |          |  |          |
| 带〔帶〕     | 举〔擧〕     | 迁〔遷〕     | 页〔頁〕 |          |  |          |
| 单〔單〕     | K            | 佥〔僉〕     | 义〔義〕 |          |  |          |
| 当〔當、噹〕 | 壳〔殻〕     | 乔〔喬〕     | 艺〔藝〕 |          |  |          |
| 党〔黨〕     | L            | 亲〔親〕     | 阴〔陰〕 |          |  |          |
| 东〔東〕     | 来〔來〕     | 穷〔窮〕     | 隐〔隱〕 |          |  |          |
| 动〔動〕     | 乐〔樂〕     | 区〔區〕     | 犹〔猶〕 |          |  |          |
| 断〔斷〕     | 离〔離〕     | S            | 鱼〔魚〕 |          |  |          |
| 对〔對〕     | 历〔歷、曆〕 | 啬〔嗇〕     | 与〔與〕 |          |  |          |
| 队〔隊〕     | 丽〔麗〕     | 杀〔殺〕     | 云〔雲〕 |          |  |          |
| E            | 两〔兩〕     | 审〔審〕     | Z        |          |  |          |
| 尔〔爾〕     | 灵〔靈〕     | 圣〔聖〕     | 郑〔鄭〕 |          |  |          |
| F            | 刘〔劉〕     | 师〔師〕     | 执〔執〕 |          |  |          |
| 发〔發、髮〕 | 龙〔龍〕     | 时〔時〕     | 质〔質〕 |          |  |          |
| 丰〔豐〕     | 娄〔婁〕     | 寿〔壽〕     | 专〔專〕 |          |  |          |

## 見直し論

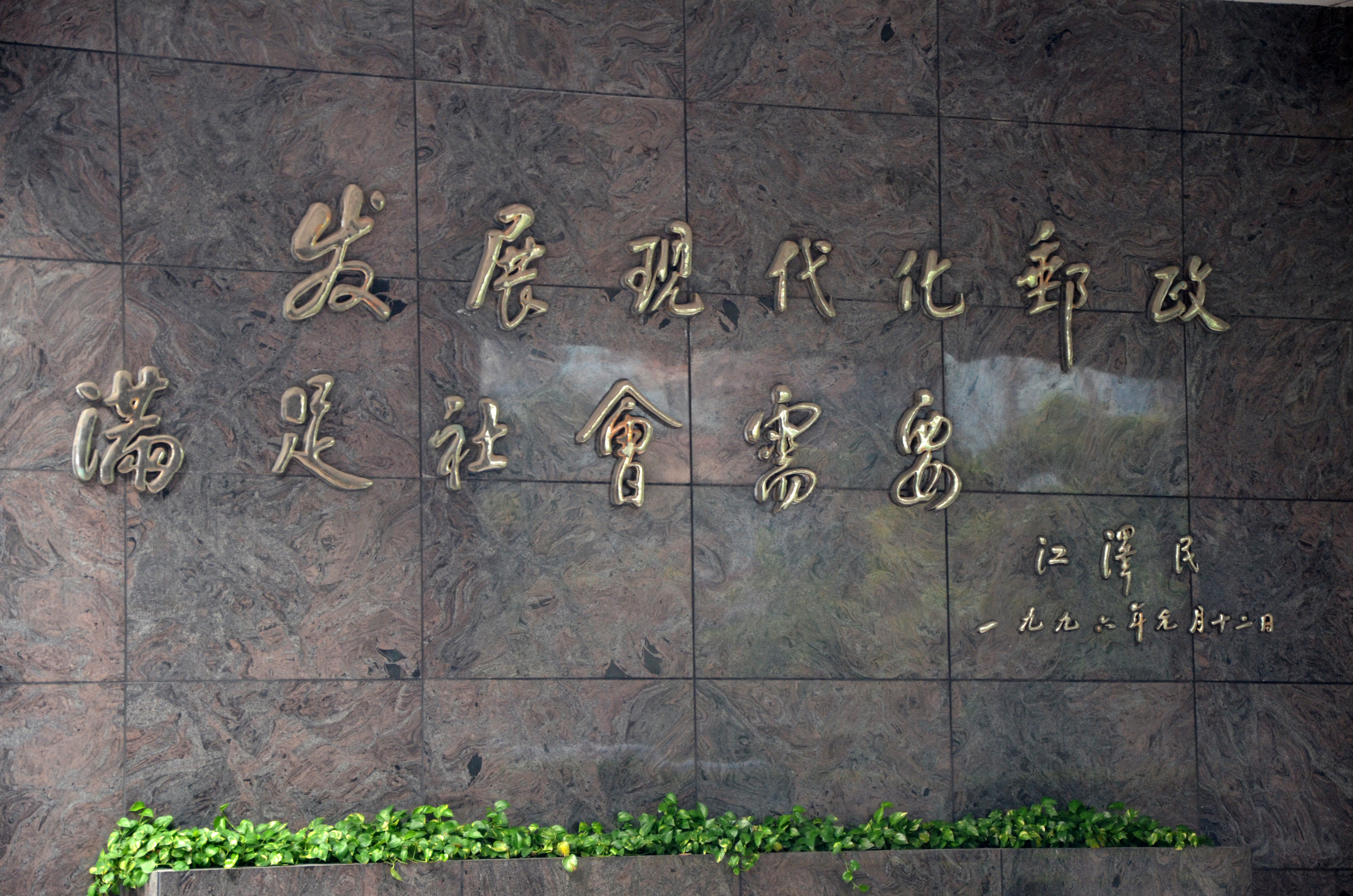
中国の最高指導者江沢民の揮毫：「発展現代化郵政、満足社会需要(社会の需要に応える現代的な郵政の開発)」。「发（発・發）」は簡体字で、「現（现）・郵（邮）・滿（满）・會（会）・澤（泽）」は繁体字である。

2009年3月3日、全国政治協商会議の潘慶林委員が、簡体字は中国の伝統文化の継承を妨げるとして、10年間で繁体字に段階的に戻すよう提案した。同委員は、簡体字は簡略化し過ぎていて漢字本来の芸術性や表意文字としての成り立ちを破壊している、書くことが面倒とされてきた繁体字は今ではキーボードで簡単に入力できると理由を挙げ、繁体字復活は中国と台湾の統一にも有利と政治的な理由も挙げている。繁体字復活とは別に、行き過ぎた簡略化を修正する見直し論もあるという。同委員の提案に対し、中華人民共和国教育部は、簡体字継続は現行法で保護されていると反論している。
2009年6月19日、馬英九中華民国総統は中華人民共和国にもっと繁体字を使用してほしいとする異例の提案を行った。